# 小行星7831
小行星7831ç（7831 François-Xavier）是一颗绕太阳运转的小行星，为主小行星带小行星。该小行星于1993年3月21日发现。

## 轨道参数
小行星7831ç的轨道半长轴为2.3985885 UA，离心率为0.136。